# Попокатепетль
Попокате́петль (исп. Popocatépetl, аст. Popōcatepētl) — действующий вулкан в Мексике. Название происходит от двух слов на языке науатль: попока — «дымящийся» и тепетль — «холм», то есть дымящийся холм. Входит в Поперечный вулканический пояс.

## Общие сведения
Попокатепетль — вторая по высоте гора Мексики после пика Орисаба и составляет 5426 метров против 5675 метров у Орисабы.
Попокатепетль находится рядом с потухшим вулканом Истаксиуатль. Названия этих двух гор являются именами героев легенды о Попокатепетле и Истаксиуатль.
Вокруг вулкана сосредоточена важнейшая конурбация штатов Пуэбла (с восточной стороны вулкана), Тласкала с северо-востока и на северо-западе — город Мехико, с общим населением более 20 миллионов человек.
Диего де Ордас, первым осуществивший восхождение на Попокатепетль, потребовал внести в свой герб изображение вулкана.

## Галерея

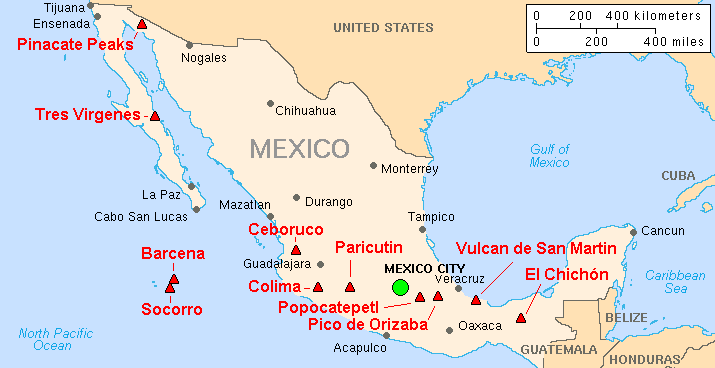
Основные вулканы Мексики
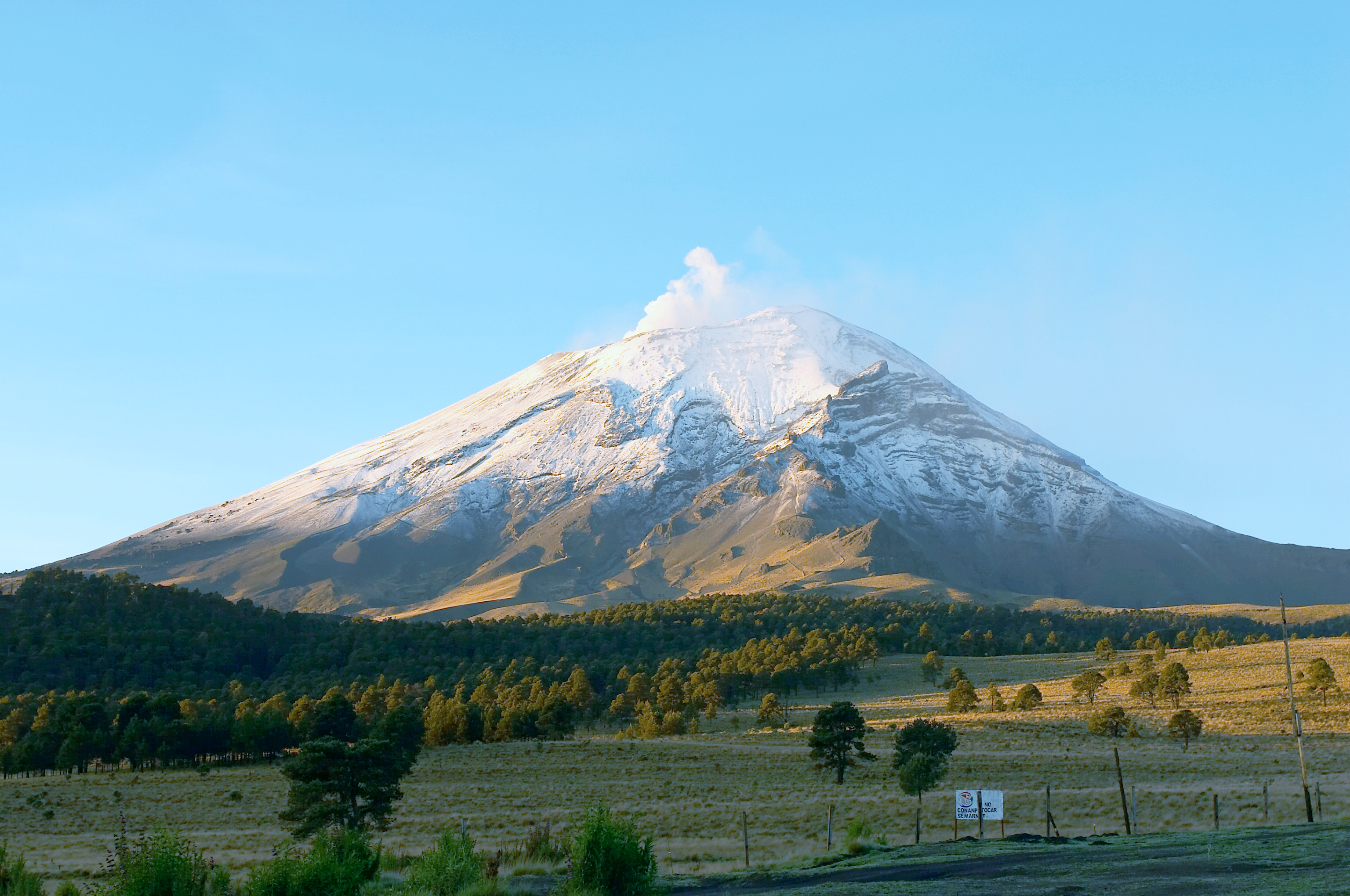
Северная сторона Попокатепетля, вид с перевала Пасо де Кортес